# Krzyżówka (obwód grodzieński)
Krzyżówka (biał. Крыжоўка, Kryżouka; ros. Крыжовка, Kryżowka) – wieś na Białorusi, w obwodzie grodzieńskim, w rejonie ostrowieckim, w sielsowiecie Worniany, przy drodze republikańskiej R45.
Współcześnie wieś obejmuje także dawny zaścianek Miedzieliszki I.

## Historia
Pod zaborami i w II Rzeczypospolitej Krzyżówka i Miedzieliszki I były zaściankami. W XIX i w początkach XX w. położone były w Rosji, w guberni wileńskiej, w powiecie wileńskim. Po I wojnie światowej pod administracją polską, w Zarządzie Cywilnym Ziem Wschodnich, w okręgu wileńskim, w powiecie wileńskim. W latach 1920–1922 w składzie Litwy Środkowej.
Od 11 kwietnia 1922 leżały w Polsce, w województwie wileńskim, w powiecie wileńsko-trockim, w gminie Worniany.
Po II wojnie światowej w granicach Związku Sowieckiego. Od 1991 w niepodległej Białorusi.